# Tamara Pieńko

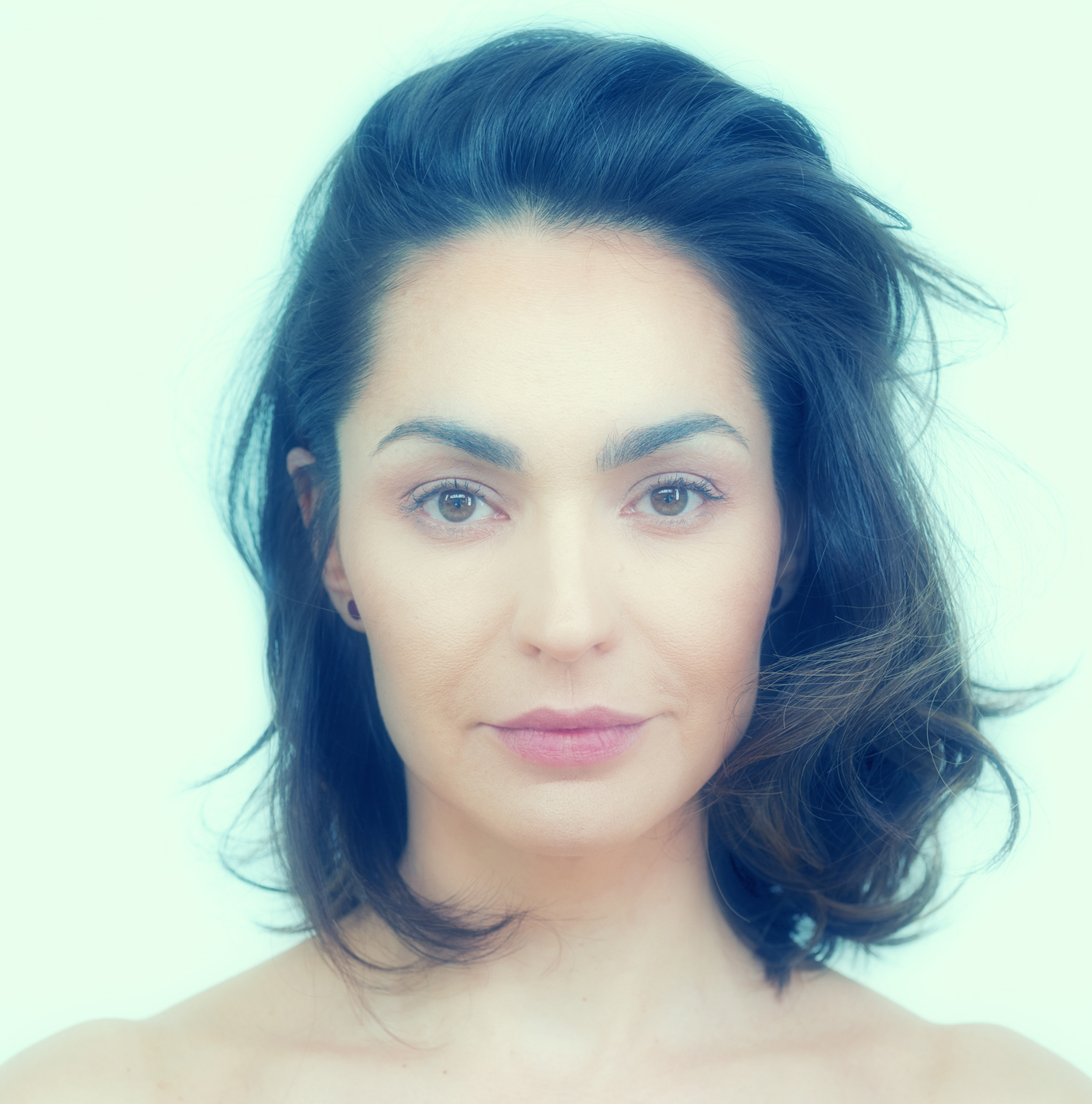
Tamara Pieńko

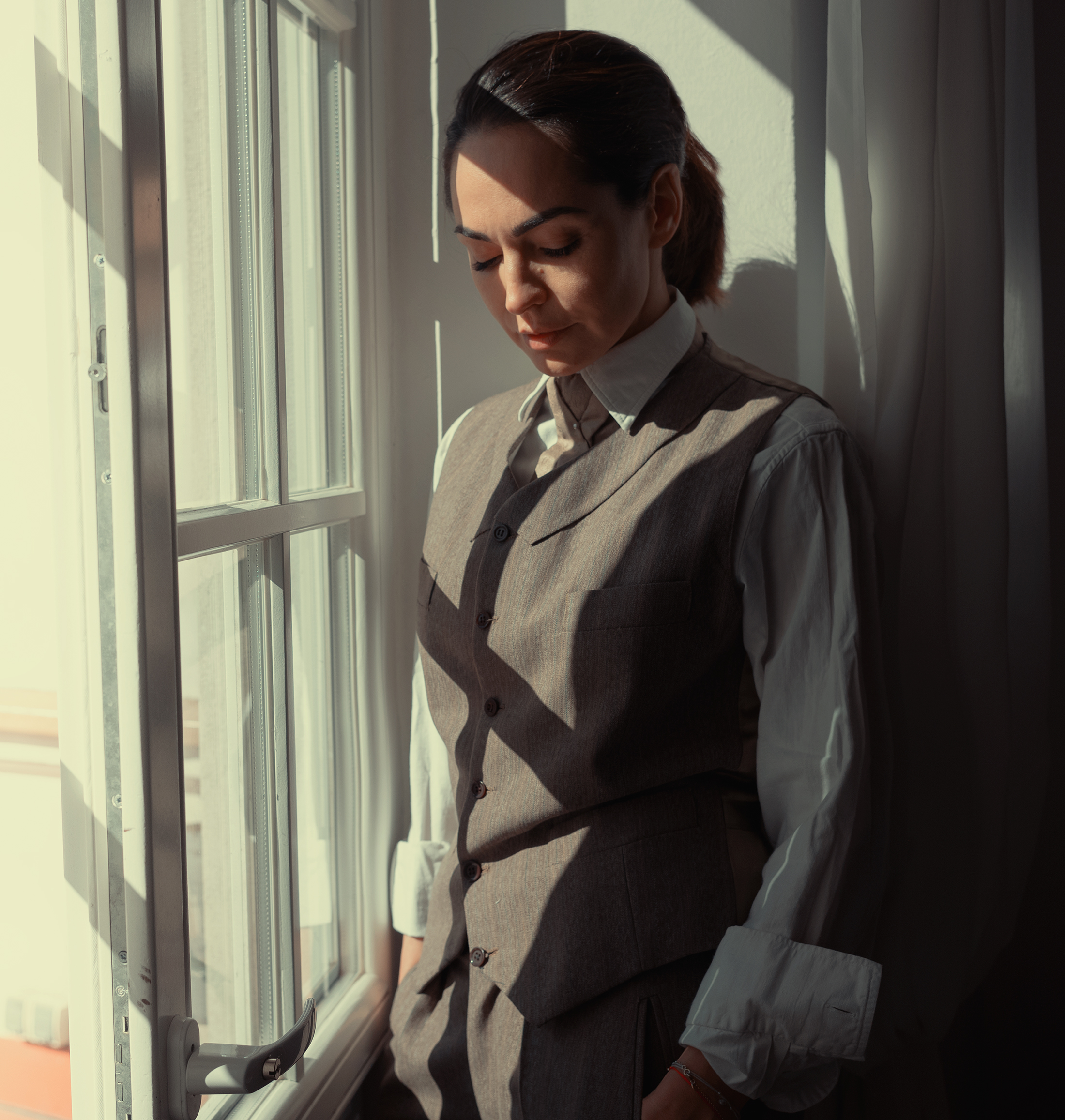
Tamara Pieńko (2019)

Tamara Pieńko (* 20. srpna 1977 Vratislav) je polská výtvarnice, fotografka, portrétistka, s bakalářským titulem v oboru fotografie na Institutu tvůrčí fotografie v Krakově, magisterským titulem v oboru ekonomie. Je také členkou Svazu autorského ZAiKS, zakladatelkou Nadace S he for Art, podporující umělecké a vzdělávací aktivity, vydavatelkou S he for Art a zakladatelkou Pieńko Studio.

## Tvorba
V roce 2006 získala bakalářský titul v oboru fotografie na Institutu tvůrčí fotografie v Krakově. Je autorkou fotografických projektů společenského a vzdělávacího charakteru - mezi nejstarší patří mj. „Cesta ke štěstí“ (výsledek spolupráce s rádiem Chilli Zet), „Matka i córka” („Matka a dcera“), „Morsy” („Mroži“), „Cicha obecność” („Tichá přítomnost“). Díla umělkyně obsahují témata dotýkajících se existence v její pravé, lidské dimenzi. V posledních letech vytvořila originální projekty, jako je série fotografií "Sběratelé", která zobrazuje lidi s vášní, "Rodina" - příběh mladého manželského páru žijícího mimo město. „Vděčnost“ je velmi osobní projekt umělkyně, ve kterém fotografie hrála roli jakéhosi terapeutického nástroje, podporujícího zkoumání ženských emocí a jejich konfrontaci s nahotou. Projekt „Vděčnost“ je výsledkem spolupráce s Dr. Alicjou Długołęckou. "Iberia" je materiál vyrobený ve Španělsku a motivem pro vytvoření této série byla nedokončená kniha polského cestovatele Olgierda Budrewicze. V roce 2022 představila fotografka další projekt s názvem „Sedmá symfonie. Zvuky lásky“„VII Symfonia. Dźwięki miłości”. Jedná se o projekt zcela věnovaný vynikajícímu fotografovi Tadeuszi Rolkemu, který umělkyni pozval na mimořádnou cestu, která jí umožnila nahlédnout do jeho nejjemnější sféry bytí. Tato jedinečná spolupráce znamenala, že se autorka série stala důvěrnicí jeho milostných vzpomínek. Mistr fotografie odhaluje svou citlivost a filozofické úvahy založené na zkušenostech z dávné minulosti, které konfrontuje s těmi ze současnosti. Inspirací pro fotografický cyklus byly básně Mistra, obohacené o osobní rozhovory s autorem fotografií, a také projekt „Beatrycze“, který vznikl před čtyřiceti lety a je jedním z nejvýznamnějších děl Tadeusze Rolkeho.
Portrétovala mnoha polských osobností, včetně těch ze světa kultury a umění - film a divadlo, hudba, sport a politická scéna. Její práce byly prezentovány v nejpopulárnějších časopisech na polském trhu časopisů (mj.: „Press”, „Twój Styl”, „Newsweek”, „Wysokie Obcasy”, „Wysokie Obcasy Eksta”, „Logo”, „Pani”, „Uroda i życie”, "Gala”, „Aktywni”, „Kikimora”. Je komerčním fotografem pracujícím pro reklamní agentury v Polsku i v zahraničí.
Je iniciátorkou workshopů propagujících znalosti v oblasti fotografie. Spoluautorka psychoedukačních workshopů pro ženy, jejichž hlavním tématem je objevování vděčnosti za vlastní tělo. Dámské dílny jsou inspirovány stejnojmenným projektem „Vděčnost“. Její fotografie byly prezentovány formou autorských výstav.
V roce 2018 se objevila její první kniha s názvem "Vděčnost", jejímž spoluautorkou je Alicja Długołęcka. Publikace byla oceněna Čestnou cenou v soutěži PTWK Nejkrásnější kniha roku 2018. V roce 2022 vyšla její další série „VII Symfonia. Dźwięki miłości” („Sedmá symfonie. "Zvuky lásky").

## Publikace (knihy)
- „Wdzięczność” Fotografie 2017–2018 - spolu s Alicjou Długołęckou (ed. Bożena Pierga, překlad: Janusz Ochab, vyd. Drukarnia Akapit na objednávku nadace Fundacja S he 2018, ISBN 978-83-7825-045-6)[35]
- „VII Symfonia. Dźwięki miłości”, album 2022 (ed. Bożena Pierga, překlad: Janusz Ochab, vyd. nadace Fundacja S he for Art 2022, ISBN 978-83-961816-1-9)[36]
- "Kosmogonia" - spolu s Januszem Marynowskim (ed. Bożena Pierga, překlad: Janusz Ochab, vyd. nadace Fundacja S he for Art 2022, ISBN 978-83-961816-2-6[37]